# Hreljin Ogulinski
 Hreljin Ogulinski  falu Horvátországban, Károlyváros megyében. Közigazgatásilag Ogulinhoz tartozik. Településrészei: Oklinak, Brestovac, Stjepanovići, Brozovići, Kučaj, Kostelići, Mirić-Selo, Okruglica és Zečica.

## Fekvése
Károlyvárostól 37 km-re délnyugatra, községközpontjától 5 km-re északnyugatra, a Dobra partján fekszik. Itt halad át a D42-es főút és a Zágráb-Fiume vasútvonal.

## Története
A falunak 1857-ben 307, 1910-ben 729 lakosa volt. Trianonig Modrus-Fiume vármegye Ogulini járásához tartozott. 2011-ben a falunak 552 lakosa volt.

## Lakosság
| Lakosság változása | Lakosság változása | Lakosság változása | Lakosság változása | Lakosság változása | Lakosság változása | Lakosság változása | Lakosság változása | Lakosság változása | Lakosság változása | Lakosság változása | Lakosság változása | Lakosság változása | Lakosság változása | Lakosság változása | Lakosság változása |
| ------------------ | ------------------ | ------------------ | ------------------ | ------------------ | ------------------ | ------------------ | ------------------ | ------------------ | ------------------ | ------------------ | ------------------ | ------------------ | ------------------ | ------------------ | ------------------ |
| 1857               | 1869               | 1880               | 1890               | 1900               | 1910               | 1921               | 1931               | 1948               | 1953               | 1961               | 1971               | 1981               | 1991               | 2001               | 2011               |
| 307                | 296                | 405                | 737                | 744                | 729                | 662                | 755                | 734                | 705                | 717                | 757                | 698                | 671                | 595                | 552                |

## Nevezetességei
Páduai Szent Antal tiszteletére szentelt katolikus temploma 2000-ben épült. Az épület egyhajós, félköríves szentéllyel és gúla alakú toronysisakkal. Sekrestyéje jobbról csatlakozik a szentélyhez. 2000. szeptember 10-én szentelte fel Mile Bogović gospić-senji püspök.